# Apro gli occhi di donna su 'sta vita
Apro gli occhi di donna su 'sta vita è un album della cantante italiana Anna Identici, pubblicato dall'etichetta discografica Ariston e distribuito dalla Ricordi nel 1972.
I brani sono interamente composti da Gianni Guarnieri per la parte musicale e Pier Paolo Preti per quanto riguarda i testi, mentre gli arrangiamenti sono curati da Franco Orlandini, che dirige l'orchestra.
Dal disco vengono tratti i singoli Era bello il mio ragazzo/E quando sarò ricca, Se l'operaia non va in paradiso/Il fumo e Amore da niente/Ci sono storie strane.
Il brano Era bello il mio ragazzo viene presentato al Festival di Sanremo, dove viene eliminato dopo la prima esecuzione.

## Tracce

### Lato A
1. E quando sarò ricca
2. Ci sono storie strane
3. Se l'operaia non va in paradiso
4. Era bello il mio ragazzo
5. La nuova lega
6. Amore stanco, amore d'officina

### Lato B
1. Il fumo
2. Lacrime dolci, lacrime salse
3. Il testamento dell'impiegata
4. Amore da niente
5. E adesso ch'è finita la vendemmia
6. Mi son sognata